# Wereldkampioenschappen wielrennen 1963

De wereldkampioenschappen wielrennen op de weg van 1963 werden gehouden op 10 (amateurs en vrouwen) en 11 (profs) augustus in Ronse. De ploegentijdrit voor amateurs werd op donderdag 8 augustus gehouden in Herentals.
De wedstrijd bij de profs eindigde in een verwarde massaspurt.  Vooraf waren de Belgische deelnemers overeengekomen om voor Rik Van Looy te rijden, die op zoek was naar zijn derde wereldtitel. Maar Gilbert Desmet en Benoni Beheyt, die voor een andere merkenploeg reden dan Van Looy, hadden eigen ambities. In de spurt werd Van Looy belaagd door Jan Janssen en Beheyt. Met een weinig sportieve zwieper hield hij Jan Janssen tegen, maar de 22-jarige Beheyt duwde nog net zijn wiel vóór dat van Van Looy over de streep. Achter hen werd Jo de Haan derde. Outsider Benoni Beheyt zou nadien niet veel plezier beleven aan zijn wereldtitel. Rik Van Looy zou al zijn invloed aanwenden om Beheyt te dwarsbomen, en in 1968 beëindigde die zijn wielersportcarrière.
De Italiaan Flaviano Vicentini werd wereldkampioen bij de amateurs. Hij versloeg drie medevluchters in de spurt. Gerben Karstens won de spurt van de achtervolgende groep vóór Henk Cornelisse.
Yvonne Reynders behaalde haar derde wereldtitel bij de dames.
De ploegentijdrit voor amateurs werd gewonnen door het Franse viertal, vóór dat uit Italië en de Sovjet-Unie. Het verschil tussen de tweede en derde plaats was amper acht honderdste van een seconde. Nederland, met Cor Schuuring, Piet Cooremans, Bart Zoet en Martin van Ginneken werd zevende van de 21 deelnemende ploegen.

## Uitslagen

### Beroepsrenners
Afstand: 278,8 km
| Plaats | Renner           | Land           | Tijd     |
| ------ | ---------------- | -------------- | -------- |
| 1      | Benoni Beheyt    | België         | 7u25'26" |
| 2      | Rik Van Looy     | België         | z.t.     |
| 3      | Jo de Haan       | Nederland      | z.t.     |
| 4      | André Darrigade  | Frankrijk      | z.t.     |
| 5      | Raymond Poulidor | Frankrijk      | z.t.     |
| 6      | Gilbert Desmet   | België         | z.t.     |
| 7      | Jan Janssen      | Nederland      | z.t.     |
| 8      | Franco Cribiori  | Italië         | z.t.     |
| 9      | Jean Stablinski  | Frankrijk      | z.t.     |
| 10     | Sigi Renz        | West-Duitsland | z.t.     |

### Amateurs
Afstand: 196,8 km
| Plaats | Renner             | Land           | Tijd     |
| ------ | ------------------ | -------------- | -------- |
| 1      | Flaviano Vicentini | Italië         | 5u10'20" |
| 2      | Francis Bazire     | Frankrijk      | z.t.     |
| 3      | Winfried Bölte     | West-Duitsland | z.t.     |
| 4      | Jos Huysmans       | België         | z.t.     |
| 5      | Gerben Karstens    | Nederland      | +28"     |

### Ploegentijdrit amateurs
Afstand: 97,5 km
| Plaats | Land                                                                                 | Tijd     |
| ------ | ------------------------------------------------------------------------------------ | -------- |
| 1      | Frankrijk Michel Bechet/Dominique Motta/ Marcel Ernest Bidault/Georges Chappe        | 2u05'46" |
| 2      | Italië Mario Maino/Pasquale Fabbri/ Danilo Grassi/Dino Zandegu                       | +37"     |
| 3      | Sovjet-Unie Viktor Kapitonov/Gainan Saidschuschin/ Joeri Melichov/Anatoli Olizarenko | +37"     |

### Vrouwen
Afstand: 66 km
| Plaats | Renner           | Land        |
| ------ | ---------------- | ----------- |
| 1      | Yvonne Reynders  | België      |
| 2      | Rosa Sels        | België      |
| 3      | Aino Pouronen    | Sovjet-Unie |
| 4      | Simonne Elegeest | België      |

1921 · 
1922 · 
1923 · 
1924 · 
1925 · 
1926 · 
1927 · 
1928 · 
1929 · 
1930 · 
1931 · 
1932 · 
1933 · 
1934 · 
1935 · 
1936 · 
1937 · 
1938 · 
1946 · 
1947 · 
1948 · 
1949 · 
1950 · 
1951 · 
1952 · 
1953 · 
1954 · 
1955 · 
1956 · 
1957 · 
1958 · 
1959 · 
1960 · 
1961 · 
1962 · 
1963 · 
1964 · 
1965 · 
1966 · 
1967 · 
1968 · 
1969 · 
1970 · 
1971 · 
1972 · 
1973 · 
1974 · 
1975 · 
1976 · 
1977 · 
1978 · 
1979 · 
1980 · 
1981 · 
1982 · 
1983 · 
1984 · 
1985 · 
1986 · 
1987 · 
1988 · 
1989 · 
1990 · 
1991 · 
1992 · 
1993 · 
1994 · 
1995 · 
1996 · 
1997 · 
1998 · 
1999 · 
2000 · 
2001 · 
2002 · 
2003 · 
2004 · 
2005 · 
2006 · 
2007 · 
2008 · 
2009 ·
2010 · 
2011 · 
2012 · 
2013 · 
2014 · 
2015 · 
2016 · 
2017 · 
2018 · 
2019 · 
2020 ·
2021 ·
2022 ·
2023 ·
2024 ·
2025 ·
2026